# Нестеров, Евгений Георгиевич
Евгений Георгиевич Нестеров (5 [18] марта 1910 — 20 июня 1998) — советский звукооператор. Заслуженный работник культуры РСФСР.

## Биография
Заслуженный работник культуры РСФСР Евгений Георгиевич Нестеров родился 5 (18) марта 1910 года.
С 1936 года работал штатным звукооператором на киностудии «Ленфильм».
Член Союза кинематографистов СССР (Ленинградское отделение).

## Фильмография
- 1936 — Депутат Балтики (совместно с Арнольдом Шаргородским) (режиссёры-постановщики: Александр Зархи, Иосиф Хейфиц)
- 1936 — Леночка и виноград (короткометражный) (совместно с Иваном Дмитриевым) (режиссёр-постановщик: Антонина Кудрявцева)
- 1938 — Комсомольск (совместно с Арнольдом Шаргородским, режиссёр-постановщик: Сергей Герасимов)
- 1939 — Учитель (режиссёр-постановщик: Сергей Герасимов)
- 1941 — Валерий Чкалов (совместно с Арнольдом Шаргородским) (режиссёр-постановщик: Михаил Калатозов)
- 1941 — Подруги, на фронт! (агитновелла) (короткометражный) (режиссёр-постановщик: Виктор Эйсымонт)
- 1941 — Приключения Корзинкиной (короткометражный) (совместно с Захаром Залкиндом) (режиссёр-постановщик: Климентий Минц)
- 1950 — Освобождённый Китай (режиссёр-постановщик: Сергей Герасимов)
- 1955 — Два капитана  (режиссёр-постановщик: Владимир Венгеров)
- 1955 — Михайло Ломоносов (режиссёр-постановщик: Александр Иванов)
- 1956 — Солдаты (режиссёр-постановщик: Александр Иванов)
- 1957 — Поддубенские частушки (режиссёр-постановщик: Герберт Раппапорт)
- 1958 — Город зажигает огни (режиссёр-постановщик: Владимир Венгеров)
- 1958 — Пахита (фильм-балет) (режиссёр-постановщик: Михаил Шапиро)
- 1958 — Шопениана (фильм-балет) (короткометражный) (режиссёры-постановщики: Исаак Менакер, Борис Фенстер)
- 1959 — Чолпон — утренняя звезда (фильм-балет) (режиссёр-постановщик: Роман Тихомиров)
- 1960—1961 — Балтийское небо (режиссёр-постановщик: Владимир Венгеров)
- 1962 — Кино и время (монтажно-публицистический фильм) (режиссёр-постановщик: Виктор Садовский)
- 1962 — Первый мяч (короткометражный) (режиссёр-постановщик: Николай Розанцев)
- 1962 — Порожний рейс (режиссёр-постановщик: Владимир Венгеров)
- 1963 — Собирающий облака (короткометражный) (режиссёр-постановщик: Алексей Игишев)
- 1965 — Рабочий посёлок (режиссёр-постановщик: Владимир Венгеров)
- 1967 — Женя, Женечка и «катюша» (режиссёр-постановщик: Владимир Мотыль)
- 1967 — Происшествие, которого никто не заметил (совместно с Галиной Гавриловой) (режиссёр-постановщик: Александр Володин)
- 1968 — Живой труп (режиссёр-постановщик: Владимир Венгеров)
- 1969 — Рядом с другом (художественно-документальный) (режиссёр-постановщик: Александр Абрамов)
- 1971 — Месяц август (совместно с Галиной Лукиной) (режиссёр-постановщик: Вадим Михайлов)
- 1972 — Взрывники (ТВ) (совместно с Юрием Леонтьевым) (режиссёр-постановщик: Юрий Соловьёв)
- 1972 — Последние дни Помпеи (режиссёр-постановщик: Иосиф Шапиро)
- 1973 — О тех, кого помню и люблю (совместно с Галиной Лукиной) (режиссёры-постановщики:Анатолий Вехотко, Наталья Трощенко)
- 1973 — Практикант (короткометражный) (режиссёр-постановщик: Сергей Данилин)
- 1974 — Незнакомый наследник (режиссёры-постановщики: Геннадий Казанский, Арнольд Дашкевич)
- 1976 — Обычный месяц (ТВ) (режиссёр-постановщик: Искандер Хамраев)
- 1976 — Труффальдино из Бергамо (режиссёр-постановщик: Владимир Воробьёв)
- 1977 — Ждите меня, острова! (режиссёры-постановщики: Николай Лебедев, Иосиф Шапиро)
- 1977 — Знак вечности (совместно с Арнольдом Шаргородским) (режиссёр-постановщик: Давид Кочарян)
- 1978 — Соль земли (ТВ) (режиссёр-постановщик: Искандер Хамраев)
- 1979 — В моей смерти прошу винить Клаву К. (режиссёры-постановщики: Николай Лебедев, Эрнест Ясан)
- 1980 — Начальник (короткометражный) (режиссёр-постановщик: Дмитрий Генденштейн)
- 1981 — Личная жизнь директора (ТВ) (режиссёр-постановщик: Владимир Шредель)
- 1981 — Под одним небом (СССР)/(НРБ) (режиссёр-постановщик: Искандер Хамраев)
- 1982 — С тех пор, как мы вместе (режиссёр-постановщик: Владимир Григорьев)
- 1983 — Я тебя никогда не забуду (режиссёр-постановщик: Павел Кадочников)
- 1986 — Народом признанный (документальный фильм о Павле Кадочникове) (Над фильмом работали: Арнольд Дашкевич, Александр Чиров, Евгений Шапиро, Алексей Федотов и другие)
- 1987 — Серебряные струны (совместно с Е. Никульским) (режиссёр-постановщик: Павел Кадочников)
- 1989 — В поисках правды (художественно-публицистический) (совместно с Владимиром Яковлевым) (режиссёр-постановщик: Пётр Сатуновский)
- 1992 — Деревня Хлюпово выходит из Союза (совместно с Ириной Волковой) (режиссёр-постановщик: Анатолий Вехотко)

## Звукооператор дубляжа
- 1963 — Любит – не любит (режиссёр-постановщик: Искандер Хамраев) («Таджикфильм»)
- 1963 — Над пустыней небо (режиссёр-постановщик: Дамир Салимов) («Узбекфильм»)
- 1963 — Хроника одного дня (режиссёр-постановщик: Витаутас Жалакявичус) (Литовская киностудия)
- 1971 — Светильник матери (режиссёр-постановщик: Тофик Исмайлов) («Азербайджанфильм»)
- 1983 — Выстрел в лесу (режиссёр-постановщик: Рихард Пикс) (Рижская киностудия)

- 1956 — Рассвет над рекой Мэнхэ (режиссёры-постановщики: Лу Жэнь, Чжу Дань-си) (Китай)
- 1956 — Скрытые настроения (режиссёр-постановщик: Кодзабуро Ёсимура) (Япония)
- 1958 — Вратарь живёт на нашей улице (режиссёр-постановщик: Ченек Дуба) (ЧССР)
- 1958 — По особому заданию (режиссёр-постановщик: Гейнц Тиль) (ГДР)
- 1958 — Соперники за рулём (режиссёр-постановщик: Э. Фидлер) (ГДР)
- 1960 — По газонам ходить разрешается (режиссёр-постановщик: Карой Макк) (ВНР)
- 1962 — Капитан (режиссёр-постановщик: Димитр Петров) (НРБ)
- 1963 — Праздник надежды (режиссёр-постановщик: Христо Ганев) (НРБ)
- 1963 — Родина или смерть (режиссёры-постановщики: Ежи Гоффман, Эдвард Скужевский) (ПНР)
- 1967 — День, когда рыба всплыла (совместно с Юрием Леонтьевым) (режиссёр-постановщик: Михалис Какоянис) (США)
- 1968 — Звёзды Эгера (режиссёр-постановщик: Зольтан Варконьи) (ВНР)
- 1969 — Волшебник (режиссёр-постановщик: Дьёрдь Палашти) (ВНР)
- 1970 — Мечту уносит море (режиссёр-постановщик: Дзендзо Мацуяма) (Япония)
- 1972 — Похищение в Париже (совместно с Геннадием Корховым, режиссёр-постановщик: Ив Буассе) (Франция/Италия)
- 1975 — Не оставляй меня одну (режиссёр-постановщик: Хасан аль-Имам) (Египет)
- 1980 — 6000 километров страха (режиссёр-постановщик: Альберт Томас) (Италия)
- 1981 — Ва-банк (режиссёр-постановщик: Юлиуш Махульский) (ПНР)
- 1981 — Соседка (режиссёр-постановщик: Франсуа Трюффо) (Франция)
- 1982 — Тринадцатое июля (режиссёр-постановщик: Радомир Шаранович) (СФРЮ)
- 1983 — Память о «белой розе» (режиссёр-постановщик: Михаэль Ферхёвен) (ФРГ)
- 1984 — Кэти (мультфильм) (режиссёры-постановщики: Хосе Луис Моро, Сантьяго Моро) (США)
- 1984 — Мои приятели (режиссёр-постановщик: Паоло Агасси) (Боливия)
- 1984 — Отверженные (режиссёр-постановщик: Робер Оссейн) (Франция)
- 1984 — У всех таланты (режиссёр-постановщик: Зденек Флидр) (ЧССР)